# Deutsche Meisterschaften im Rennrodeln 2001
Die Deutschen Meisterschaften im Rennrodeln 2001 fanden am 3. März 2001 auf der Kunsteisbahn am Königssee statt.
Die Titelkämpfe bildeten den Abschluss der Saison 2000/01. Die nationalen Titel gingen an Silke Kraushaar im Einsitzer der Frauen, Georg Hackl im Einsitzer der Männer und André Florschütz/Torsten Wustlich im Doppelsitzer.

## Ergebnisse

### Einsitzer der Frauen
| Platz | Sportlerin           | Verein                | Zeit         |
| ----- | -------------------- | --------------------- | ------------ |
| 1     | Silke Kraushaar      | BSR Rennsteig Oberhof | 1:31,938 min |
| 2     | Barbara Niedernhuber | WSV Königssee         | 1:32,430 min |
| 3     | Sonja Wiedemann      | SG Hausham            | 1:32,671 min |
| 4     | Anke Wischnewski     | Oberwiesenthaler SV   | 1:33,188 min |
| 5     | Gabi Bender          | WSV Königssee         | 1:33,699 min |
| 6     | Julia Schäfer        | WSV Königssee         | 1:33,705 min |
| 7     | Anja Huber           | RC Berchtesgaden      | 1:33,869 min |
| 8     | Silvia Schupp        | RC Blankenburg        | 1:35,889 min |
| 9     | Simone Altmann       | TSV 09 Gras-Ellenbach | 1:40,082 min |

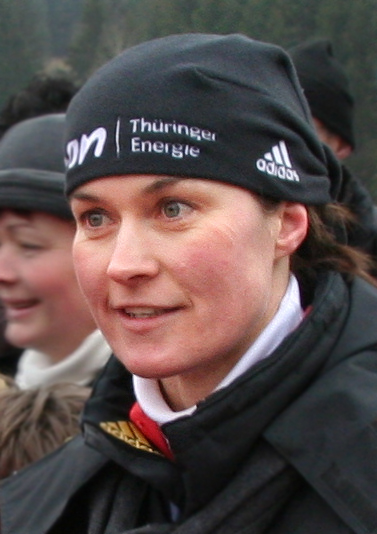
Silke Kraushaar, Deutsche Meisterin

Deutsche Meisterin wurde, wie im Vorjahr, Silke Kraushaar. Barbara Niedernhuber gewann auf ihrer Heimbahn Silber, Sonja Wiedemann erreichte die Bronzemedaille. Anke Wischnewski verpasste das Podium mit einem Rückstand von mehr als einer halben Sekunde auf Platz 3. Gabi Bender und Julia Schäfer wurden Vierte bzw. Fünfte. Anja Huber erzielte in ihrem letzten Rennen als Rennrodlerin – sie wechselte zur nachfolgenden Saison zum Skeleton – den fünften Platz und verwies Silvia Schupp und Simone Altmann auf die weiteren Ränge.

### Einsitzer der Männer
| Platz | Sportlerin        | Verein                | Zeit         |
| ----- | ----------------- | --------------------- | ------------ |
| 1     | Georg Hackl       | RC Berchtesgaden      | 1:36,221 min |
| 2     | Robert Fegg       | WSV Königssee         | 1:36,488 min |
| 3     | Denis Geppert     | Oberwiesenthaler SV   | 1:36,612 min |
| 4     | Markus Moderegger | WSV Königssee         | 1:37,228 min |
| 5     | Patric Leitner    | WSV Königssee         | 1:37,769 min |
| 6     | Bernd Sattler     | TSV 09 Gras-Ellenbach | 1:40,213 min |

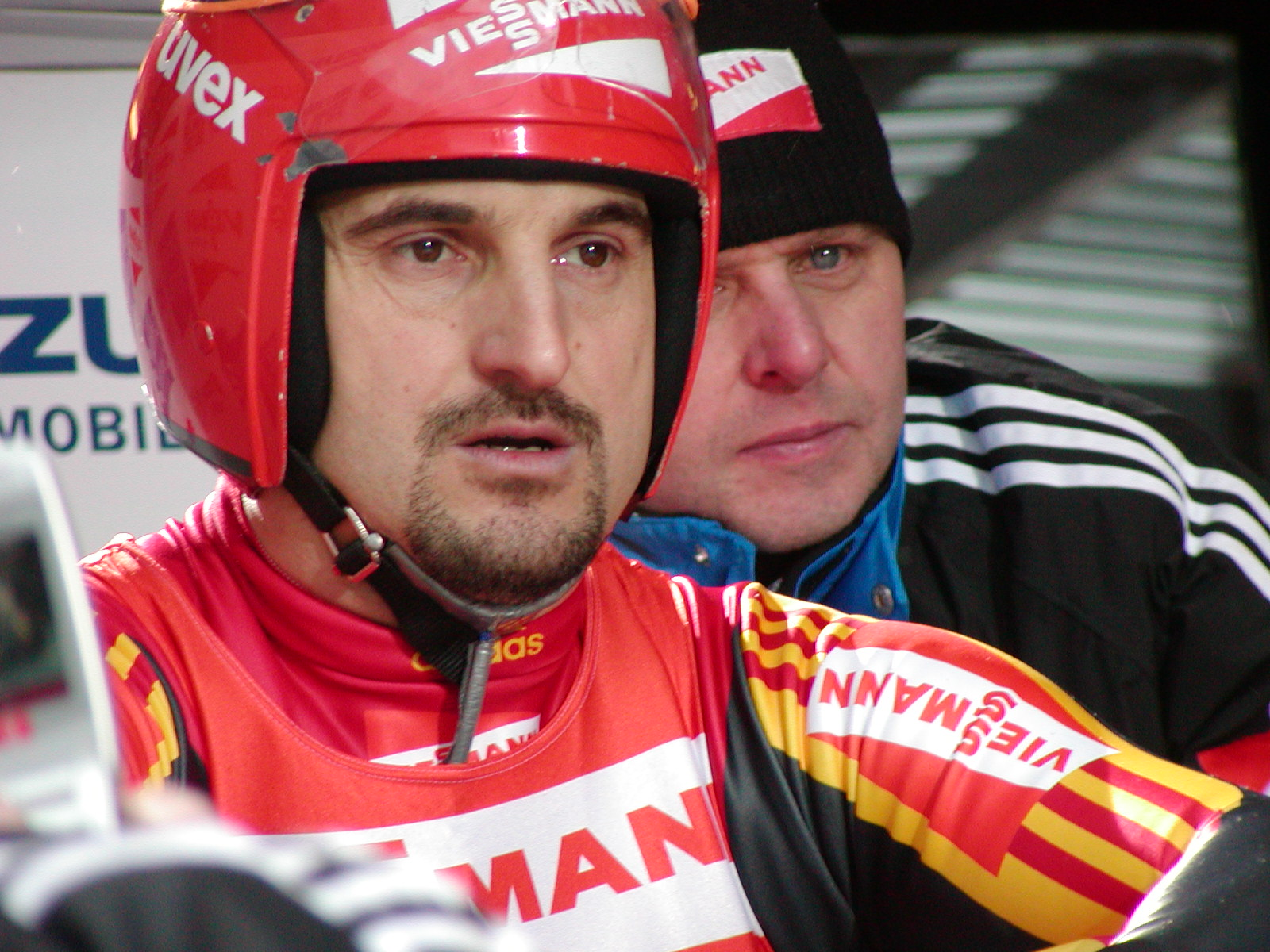
Georg Hackl, Deutscher Meister

Deutscher Meister der Männer wurde, wie in den Vorjahren, Georg Hackl, der Robert Fegg und Denis Geppert auf die weiteren Podestplätze verwies. Markus Moderegger wurde Vierter. Patric Leitner, der aufgrund des verletzungsbedingten Ausfalls seines Doppelsitzerpartners Alexander Resch im Einsitzerwettkampf antrat, erreichte Rang 5 vor Bernd Sattler.

### Doppelsitzer
| Platz | Sportlerin                        | Verein                                    | Zeit         |
| ----- | --------------------------------- | ----------------------------------------- | ------------ |
| 1     | André Florschütz/Torsten Wustlich | BSR Rennsteig Oberhof/Oberwiesenthaler SV | 1:32,406 min |
| 2     | Sebastian Schmidt/André Forker    | SSV Altenberg                             | 1:33,781 min |
| 3     | Steffen Reuter/Denis Knößl        | RC Berchtesgaden                          | 1:33,818 min |
| 4     | Frank König/Christian Kontny      | WSV Königssee                             | 1:34,226 min |

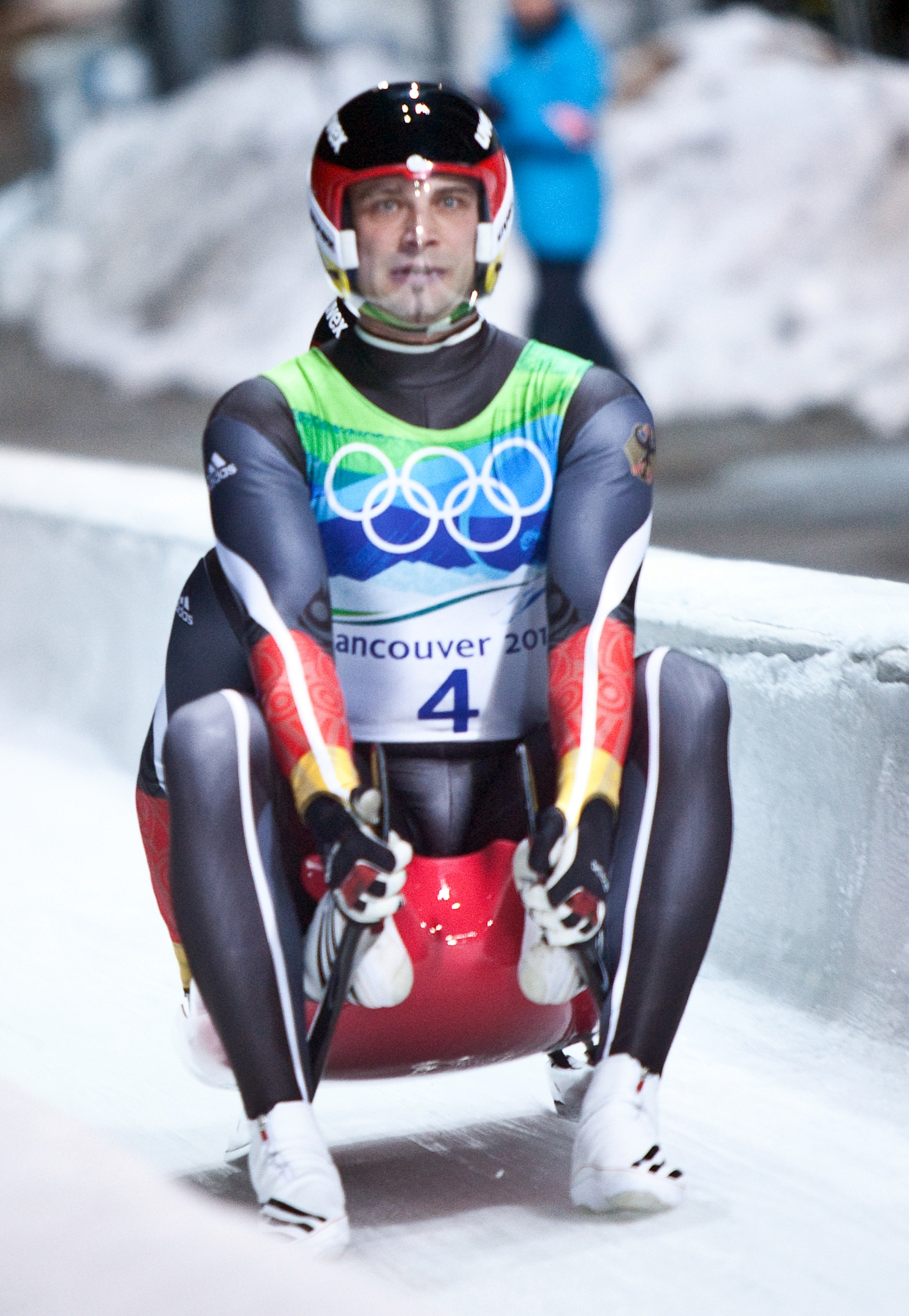
André Florschütz und Torsten Wustlich, Deutsche Meister

Es traten 4 Doppelsitzerpaare an. Deutsche Meister wurden André Florschütz und Torsten Wustlich. Den Vizemeistertitel erreichten, wie im Vorjahr, Sebastian Schmidt und André Forker. Bronze sicherten sich Steffen Reuter und Denis Knößl auf ihrer Heimbahn, Frank König und Christian Kontny wurden Vierte.